# کریستینا ژولین
کریستینا ژولین (انگلیسی: Christina Julien؛ زادهٔ ۶ مهٔ ۱۹۸۸) بازیکن فوتبال اهل کانادا است.

وی همچنین در تیم ملی فوتبال زنان کانادا بازی کرده‌است.
وی در مسابقات کشوری و بین‌المللی در مجموع برندهٔ ۱ مدال طلا شده‌است.